# لیپووا-لازنی
لیپووا-لازنی (به چکی: Lipová-lázně) یک منطقهٔ مسکونی در جمهوری چک است که در ناحیه یسنیک واقع شده‌است. لیپووا-لازنی ۴۴٫۳۷ کیلومتر مربع مساحت و ۲٬۳۹۷ نفر جمعیت دارد و ۴۹۸ متر بالاتر از سطح دریا واقع شده‌است.